# Jurassic Park
A Jurassic Park 1993-as tudományos-fantasztikus kalandfilm Steven Spielberg rendezésében, Michael Crichton azonos című regénye alapján. Ez az első része a Jurassic Park filmsorozatnak.
A film középpontjában Isla Nublar fiktív szigete áll, ahol a multimilliomos John Hammond (Richard Attenborough) és cégének genetikus tudósai klónozott dinoszauruszokkal teli látványparkot hoznak létre. Hammond három tudóst (akiket Sam Neill, Laura Dern és Jeff Goldblum alakít) hív vendégül, hogy szemrevételezzék a létesítményt a megnyitás előtt. Szabotázs következtében az őskori lények azonban elszabadulnak, a technikusok és a látogatók pedig menekülni kényszerülnek.
Spielberg már 1990-ben, a könyv megjelenése előtt felvásárolta a megfilmesítési jogokat, s magát Crichtont kérte fel a forgatókönyvvé adaptálásra. A végső változatot David Koepp írta meg; ez sokat nélkülöz a forrásanyag expozíciójából és erőszakos tartalmából, s a szereplőkön is több változtatást eszközöl. Spielberg a Stan Winston Studiost bízta meg a dinoszauruszok megjelenítésére szolgáló animatronikus modellek megalkotásával; az ezekről készült felvételeket újonnan kifejlesztett számítógépes animációval vegyítette az Industrial Light and Magic. Jack Horner paleontológus segítette a színészeket és a speciális effektusokért felelős csapatot a hitelesség elérésében (noha az azóta végzett további kutatások eredménye azt mutatja, az állatok megjelenésében akad pontatlanság, ami különösen a Velociraptorra igaz). A forgatás 1992 augusztusa és decembere között zajlott a Hawaii-szigeteken (Kauaʻin és Oʻahun) és Kaliforniában.
A Jurassic Parkot mérföldkőnek tekintik a CGI-effektusok használatát illetően, ami nagy szerepet játszott a kritikusok megnyerésében is, noha a véleményezők nem egyszer mutattak rá a film más elemeinek, úgymint a jellemfejlődések hiányosságaira. Bemutatója idején a film több mint 914 millió dollárnak megfelelő jegybevételt ért el, akkoriban a legsikeresebb produkcióvá válva, amit valaha műsorra tűztek a mozik, s még ma is előkelő helyet foglal el az örökranglistán. A Jurassic Park később franchise-zá nőtte ki magát, egyebek mellett öt további film is készült, a legutolsó részt, a Jurassic World: Világuralom címmel, mellyel a sorozat hat részessé bővült, 2022 júniusában mutatták be a magyar mozik.
A film bemutatójának 20. évfordulója alkalmából elkészítették a Jurassic Park 3D-s változatát is. A 3D-s változat amerikai bemutatója 2013. április 5-én, magyar bemutatója 2013. május 2-án volt. 2018-ban bekerült az amerikai nemzeti filmregiszter filmjei közé.

## Cselekmény
A Nublar szigeten, nem messze Costa Ricától az InGen vállalat különleges látványosságot hoz létre: őslényekkel teli parkot. Az egyik alkalmazottat támadás éri, miközben egy Velociraptort szállítanak a speciálisan kialakított kifutójába; az eset pert von maga után az áldozat családja részéről. Befektetői nyomást gyakorolnak John Hammondra, a vállalat vezetőjére, hogy a park megnyitása előtt szakértők véleményét kérje ki.
John Hammond meghívja Alan Grant paleontológust, Ellie Sattler paleobotanikust és Ian Malcolm káoszelmélet-szakértőt, akikhez csatlakozik a befektetők jogi képviselője, Donald Gennaro is, hogy a látogatók biztonsága szempontjából megvizsgálják a létesítményt.
A szakértői csoport a megérkezését követően elsőként egy Brachiosaurusszal találkozik. A főhadiszálláson megismerik a dinoszauruszok létrehozásának mikéntjét: az InGen tudósai a dominikai borostyánban fennmaradt szúnyogok által kiszívott dinoszaurusz-vérben található DNS-eket klónozták. A DNS-lánc hézagait békák DNS-ével pótolták: az eljárás során kizárólag nőstény egyedeket tenyésztettek, hogy meggátolják a szaporodást. A bemutató végén a tudósok a Velociraptorok, egy intelligens és vérszomjas ragadozófaj ketrecéhez is ellátogatnak.
Malcolm és Sattler aggódni látszik, Grant viszont nem foglal állást. Megérkeznek a szigetre Hammond unokái, Tim és Alexis „Lex” Murphy, akik – mint a célközönség – a három tudóssal és az ügyvéddel tartanak az önműködően haladó autós parktúrán. Ellie kiszáll a kötöttpályás járműből, hogy segítsen egy megbetegedett Triceratops ellátásában.
Trópusi vihar közeledik, így a legtöbb InGen-alkalmazott elhagyja a szigetet, csupán Hammond, Robert Muldoon vadőr, Ray Arnold főmérnök és Dennis Nedry vezető számítógépes programozó marad. Hammond riválisainak megbízásából Nedry kikapcsolja a park biztonsági rendszerét, hogy ezalatt elemelhesse a szükséges dinoszaurusz-embriókat, hogy utána a terve szerint hajón elhagyhassa a szigetet. Ténykedése eredményeképp a Tyrannosaurus áttöri a kifutóját körbeölelő, deaktivált elektromos kerítést, felfalja Gennarót, megtámadja az autóban rejtőzködő Timet és Lexet, és megsebesíti Malcolmot. A gyerekek és Grant szoros helyzetek sorát követően megmenekülnek.
Nem sokkal azután, hogy hátrahagyják a parkautó roncsát, Ellie és Muldoon érkezik a pusztítás helyszínére. Először úgy vélik, csak Malcolm élte túl a támadást, de rövidesen lábnyomokat fedeznek fel. Ám ekkor a Tyrannosaurus visszatér, s üldözőbe veszi a terepjárón menekülő hármast, mígnem feladja a versenyfutást.
Nedry elakad autójával a viharos időjárásban, s miközben a beindításán ügyködik, egy Dilophosaurus végez vele.
Grant, Tim és Lex egy magas fán tölti az éjszakát. Másnap reggel kikelt tojásokra bukkannak, ami azt jelenti, az állatok valahogy képessé váltak a szaporodásra. Grant rájön, mindezért a béka-DNS a felelős: egyes békafajok ismertek a biológiai nem spontán megváltozásáról, ha egynemű környezetben vannak.
Arnold megkísérel belépni Nedry számítógépébe, hogy visszaállítsa a kerítések áramellátását, de nem jár sikerrel, így teljes rendszer-újraindításra van szükség. Ehhez az összes áramkör-kioldót manuálisan kell beállítani a gépházban.
Mikor Arnold már túl régen nem jött vissza, Ellie és Muldoon utánamennek, s felfedezik, hogy a Velociraptorok kijutottak rácsaik mögül. Muldoon érzi, hogy a ragadozók a közelben vannak, így Ellie-t futásra inti, míg ő a keresésükre indul puskájával. Az állatok azonban előbb találnak rá, s megölik őt; közben Ellie rábukkan Arnold maradványaira a gépházban. Miután sikeresen visszaállítja az áramellátást és elmenekül a Velociraptorok elől, találkozik Granttel, majd együtt mennek vissza Hammondhoz és Malcolmhoz a főépületbe.
Lex és Tim kis híján a Velociraptorok áldozatává válik az épület konyhájában. Csatlakoznak az érkező Ellie-hez és Granthez, majd Lex visszaállítja a park számítógépes rendszerét, így Hammond mentőhelikoptert tud hívni.
A két gyerek és tudós a látogatóközponton keresztül igyekszik a kijárat felé, mikor a Velociraptorok útjukat állják. Az utolsó pillanatban érkezik a nem várt segítség: a Tyrannosaurus a semmiből tűnik fel, s lecsap a kisebb testű ragadozókra.
Grant, Ellie, Lex és Tim kijutnak az épületből, s a terepjárón érkező Hammond és Malcolm mellé ugranak. Grant közli Hammonddal, hogy hosszan megfontolás után úgy döntött, nem támogatja a park ötletét, mire a tervező egyetértését fejezi ki. A helikopterben Hammond unokái Grant mellett alszanak, a paleontológus pedig az ablakon kitekintve szemléli a horizont felé szálló madarakat, a dinoszauruszok távoli leszármazottait.

## Szereplők
- Sam Neill mint Dr. Alan Grant (magyar hangja Dörner György): Paleontológus, aki Velociraptor-fosszíliákat ás ki a montanai badlandeken. Nem szíveli a gyerekeket, még kedvét is leli rémisztgetésükben, azonban hamarosan megvédeni kényszerül Hammond unokáit. Spielberg kezdettől fogva Neillt akarta a szerepre, ám a színész túlzottan elfoglalt volt. Spielberg így találkozott Richard Dreyfusszal és Kurt Russellel is, akik azonban túl sokat kértek, míg William Hurt visszautasította az ajánlatot.[6] A rendező ezt követően elhalasztotta a forgatást egy hónappal, hogy Neill játszhassa el Grantet: pusztán egy hétvégényi szabadideje volt a Családi fényképek és a Jurassic Park munkálatai között. Neill felkészülésképpen konzultált Jack Horner paleontológussal.[7]
- Laura Dern mint Dr. Ellie Sattler (magyar hangja Vándor Éva): Paleobotanikus, aki Grant diákjaként képzi tovább magát. Dern szintén találkozott Hornerrel, és ellátogatott a Los Angeles Megyei Természetrajzi Múzeumba, hogy ismereteket szerezzen a fosszíliákról.[7]
- Jeff Goldblum mint Dr. Ian Malcolm (magyar hangja Szabó Sipos Barnabás): Matematikus és káoszszakértő. Baljósnak véli a dinoszauruszok feltámasztásának ötletét („nem ok nélkül haltak ki”), ennek veszélyeit hangoztatja, így Hammond fő ellenzőjévé válik. Nem közömbös Sattler iránt, aki a legújabb jelölt, végeláthatatlan románcainak sorában. Goldblum szintén Spielberg első választása volt,[7] s a színész nagy rajongója az őshüllőknek.[8] Felkészülése keretében Goldblum James Gleickkel és Ivar Ekelanddel értekezett a káoszelméletről.[9]
- Richard Attenborough mint John Hammond (magyar hangja Velenczey István): Az InGen vezetője és a Jurassic Park építtetője. Személyisége jelentős részét és sorsát a filmkészítők megváltoztatták a forrásanyaghoz képest. A Jurassic Park Attenborough első filmszerepe az 1979-es The Human Factor óta.[10]
- Ariana Richards mint Alexis „Lex” Murphy (magyar hangja Vadász Bea): Hammond leányunokája; vegetáriánus és saját képzésű számítógép-hacker, Unix-rendszerekhez is ért.
- Joseph Mazzello mint Timothy „Tim” Murphy (magyar hangja Szőke András): Lex öccse, aki rajong a dinoszauruszokért. Olvasta Grant több könyvét is.
- Wayne Knight mint Dennis Nedry (magyar hangja Gesztesi Károly): A Jurassic Park számítógépes rendszerének elégedetlen tervezője. Lewis Dodgson, az InGennel konkuráló Biosyn ügynöke 1,5 millió dollárt fizet neki, hogy lefagyasztott dinoszaurusz-embriókat csempésszen ki a parkból.
- Samuel L. Jackson mint Ray Arnold (magyar hangja Jakab Csaba): A park vezető rendszermérnöke. Hogy újraindíthassa a generátort, lekapcsolja a főáram-ellátót – ám ezzel, ha nem is szándékoltan, de lehetővé teszi, hogy a raptorok kiszabaduljanak. Arnold keresztneve a regényben John.
- Bob Peck mint Robert Muldoon (magyar hangja Gáti Oszkár): A park vadőre. Aggasztja a raptorok intelligenciaszintje, s szíve szerint mindet elpusztítaná. Muldoon a filmváltozattól eltérően a regényben elmenekül a szigetről.
- Martin Ferrero mint Donald Gennaro (magyar hangja Reviczky Gábor): A Hammond türelmetlen befektetőit képviselő ügyvéd. A könyv szerint Gennaro Muldoonhoz hasonlóan élve megússza az Őslénypark történéseit.
- B. D. Wong mint Dr. Henry Wu (magyar hangja Felföldi László): A park főgenetikusa, aki azért is felel, hogy az összes egyed lizinhiányos nőstény legyen. A vihar kezdete előtt elhagyja a szigetet, ellentétben könyvbéli önmagával: Crichton eredeti elképzelése szerint Velociraptorok végeznek vele.
- Gerald R. Molen mint Dr. Gerry Harding (magyar hangja Uri István): A film producere alakítja a park állatorvosát. Harding a regényben jelentősebb szerephez jut, az adaptációban azonban még a katasztrófa bekövetkezte előtt elhagyja a helyszínt.
- Cameron Thor mint Lewis Dodgson (magyar hangja: Forgács Péter): Tudós, aki felbérelte Dennis Nedryt, hogy lopjon el dinoszaurusz embriókat a Jurassic Parkból.

## Háttér
Michael Crichton eredetileg egy olyan történetet képzelt el, melyben egy végzős diák alkotja újra a őslényeket; a dinoszauruszokhoz és a klónozáshoz fűződő érdeklődése végül az Őslénypark című regény megírásában teljesedett ki. Steven Spielberg 1989 októberében szerzett tudomást a könyvről, mialatt ő és Crichton egy forgatókönyvről folytatott értekezést, amiből később a Vészhelyzet című televíziós sorozat kerekedett. Crichton még a könyv megjelenése előtt fix 1,5 millió dolláros fizetséget szabott meg magának, továbbá tekintélyes részesedést a bevételekből. A Warner Bros. és Tim Burton, a Columbia TriStar és Richard Donner, illetve a 20th Century Fox és Joe Dante is harcba szállt a jogokért, ám végül, 1990 májusában a Universal szerezte meg Spielberg számára. A stúdió félmillió dollárt fizetett Crichtonnak, hogy maga adaptálja vászonra művét; az író akkor fejezte be a munkát, mikor Spielberg éppen a Hookot forgatta. Crichton megjegyezte, mivel a könyv „meglehetősen hosszú”, a szkriptje csupán annak 10-20%-át tartalmazza; számos jelenet költségvetési és gyakorlati okokból maradt ki. A Hook befejezte után Spielberg a Schindler listáját tervezte leforgatni. Sid Sheinberg, a Universalt birtokló Music Corporation of America elnöke úgy adott zöld utat a filmnek, ha Spielberg elsőként a Jurassic Parkot készíti el. A rendező később úgy nyilatkozott, „[Sheinberg] tudta, ha egyszer megrendezem a Schindlert, nem lennék képes megcsinálni utána a Jurassic Parkot”.
Spielberg Stan Winstont kérte fel a dinoszaurusz-robotok megalkotására, s Phil Tippett-et a „go motion” dinoszauruszok létrehozására a nagytotálokhoz. Michael Lantierire bízta a forgatáson használt effektusok, Dennis Murenre pedig a digitális kompozíciók felügyelését. Jack Horner paleontológus figyelemmel kísérte a tervezési munkálatokat, hogy segítse Spielberg elképzelésének megvalósítását, miszerint a dinoszauruszoknak állatokként, semmint szörnyetegekként kell megjelenniük a vásznon. Horner ellenjavallta Tippett kezdeti animációiban a Velociraptorok kiöltött nyelvét, amit azzal magyarázott, „[A dinoszauruszok] képtelenek ezt csinálni!” Horner észrevételét hallva Spielberg ragaszkodott hozzá, hogy Tippett eltávolítsa a nyelveket. Winston részlege létrehozta a teljes valójában, részletesen kidolgozott, komplex mozgásokra képes dinoszaurusz-modelleket, amiknek a bőre latexből készült. A nagyobb jelenetekhez Tippett stop-motion technikával kivitelezett dinoszaurusz-animációkat prezentált, azonban a go motionnel megoldott képelmosódások ellenére is, Spielbergnek továbbra sem felelt meg maradéktalanul az eredmény egy élőszereplős nagyjátékfilm számára. Mark A. Z. Dippé és Steve „Spaz” Williams animátorok elébe mentek a dolgoknak, s számítógép-animációval életre keltettek egy T. rex csontvázat, amit látva biztatást nyertek további munkálatokhoz. Mikor Spielberg és Tippett megtekintették a Gallimimusokat üldöző T. rex animációját, a rendező közölte a szakemberrel, „Munkanélküli lettél,”, mire Tippett így reagált: „Vagy inkább kövület”. Spielberg később az animációt és a közte és Tippett között lezajlott párbeszédet is a forgatókönyv részéve tette.
Malia Scotch Marmo 1991 októberétől öt hónapon át átírásokat végzett a forgatókönyvön, Ian Malcolm karakterét Alan Grantével egyesítve. Ezt követően David Koepp lépett a színre, Marmo vázlatát alapul véve és felhasználva Spielberg azon ötletét, hogy egy rajzfilmmel helyettesítsék a látogatók tájékoztatását, megspórolva ezáltal a hosszas magyarázatot, ami Crichton regényében helyet kapott. Spielberg szintén kiemelte a filmből azt a mellékszálat, melyben egy Procompsognathus a szárazföldre szökik és kisgyerekekre támad, mivel mindezt túl borzasztónak találta; a szintén általa jegyzett, Az elveszett világ címet viselő folytatásban ugyanakkor ez szolgált a nyitójelenet alapjául. A regény gátlástalan üzletember Hammondjából egy kedves, idős úr lett, mivel Spielberg bevallottan azonosult Hammond szórakoztatási megszállottságával. Megcserélte továbbá Tim és Lex szerepét; a könyvben Tim tizenegy éves és a számítógép rabja, Lex pedig három-négy évvel fiatalabb nála és a sportok kedvelője. Spielberg a változtatást azzal indokolta, hogy mindenképpen szeretett volna Joseph Mazzellóval dolgozni, illetve így bemutathatja Lex kamaszkori vonzalmát Granthez. Koepp módosított Grant viszonyulásán a gyerekek felé, kezdetben ellenségesnek ábrázolva őt velük szemben, ezzel is több jellemfejlődést csempészve a forgatókönyvbe. Költségvetési okokból maradt ki végül az a könyvben szereplő grandiózus jelenetsor, melyben a T. rex egy folyó mentén üldözi Grantet és a gyerekeket, mígnem Muldoon kábítólövedékkel ártalmatlanítja a fenevadat. Ezen jelenetsor egy részét felhasználták a Jurassic Park III.-hoz, ahol a T. Rex helyét a Spinosaurus vette át.
Két évnyi és egy hónapnyi előkészület után a felvételek 1992. augusztus 24-én kezdődtek meg a hawaii Kauaʻi szigetén. A háromhetes forgatás különböző napközbeni külső helyszíneket foglalt magában. Szeptember 11-én az Iniki hurrikán söpört végig Kauaʻin, aminek következtében egy nap elveszett a stáb forgatási idejéből. A Gallimimus-üldözési jelenethez Oʻahura költöztek, majd visszarepültek a kontinensre, hogy a Universal 24-es stúdiójában folytassák a munkálatokat, köztük a raptorok konyhai randalírozásának jelenetét. A 23-as stúdiót is igénybe vették az energiaellátóhoz, mielőtt a Red Rock Canyonhoz utaztak a montanai ásatási jelenetek rögzítéséhez. Ismét a Universal stúdiói következtek a sorban, illetve az a jelenet, amelyben Grant kimenekíti Timet az autóból. A jármű zuhanásához egy tizenöt méteres kelléket használtak hidraulikus kerekekkel. Szintén itt és ekkor forgott a Brachiosaurusszal való találkozás. A forgatócsoport ezután a park laboratóriumaiban és vezérlőtermében játszódó momentumokat vette filmre; az utóbbiban látható számítógépek monitorain a Silicon Graphics-től és az Apple Inc.-től kölcsönzött animációkat jelenítettek meg.
A Warner Bros. 16-os stúdiója szolgáltatott helyszínt azon jelenetek felvételéhez, melyben a T. rex megtámadja a túrakocsikat. A munkálatokat nehezítette, hogy az eső megjelenítéséhez használt víz eláztatta a dinoszaurusz-robot habgumiból készült bőrét. A T. Rex léptei által okozott, a pohár víz felszínén jelentkező fodrozódás a basszus ritmusának rezgéseiről ötlött Spielberg eszébe, mikor autójában Earth, Wind and Fire-t hallgatott. Lantieri bizonytalan volt, hogyan is alkossa meg a filmen a jelenséget, egészen a forgatást megelőző estéig, mikor gitárjára helyezett egy pohár vizet, ami előidézte a kívánt koncentrikus köröket. Másnap a forgatáson a túraautóba gitárhúrokat helyeztek el, s egy a földön fekvő ember megpengette őket a hatás eléréséhez. Újfent a Universalnál, a stáb a 27-es stúdióban vette fel a Dilophosaurus jelenetét. A forgatás a 12-es stúdióban ért véget azokkal a jelenetekkel, melyekben a raptorok a park számítógép-termeiben és a látogatóközpontban üldözik a szereplőket. Spielberg visszahozta a T. rexet a klimatikus percekhez, elvetve eredeti elképzelését a csúcspontról, melyben Grant egy platformgéppel manőverezve taszítja az egyik raptort a kiállított Tyrannosaurus-csontváz állkapcsába. A forgatás tizenkét nappal a tervezett november 30-i dátum előtt befejeződött, s pár nap múlva Michael Kahn már elő is állt egy korai vágással, így Spielberg belevághatott a Schindler listája forgatásába.
A speciális effekt-munkálatok tovább folytatódtak. Tippett csapata az új technológia jegyében a Dinosaur Input Devices-nek keresztelt 3D-s input eszközt alkalmazta: a modellek információkat tápláltak a számítógépekbe, ezáltal lehetővé téve a szereplők hagyományos módon történő animálását. A dinoszauruszok megjelenítésén kívül az ILM egyéb részletekben is a számítógépes animációhoz folyamodott: ilyen a rezzenő víztükör és Ariana Richards dublőrének digitális arccseréje a színésznőjére. A dinoszauruszok élőszereplős jelenetekbe illesztése nagyjából egy órát vett igénybe. Renderelésük gyakran kettő-négy órát jelentett képkockánként, a T. rex esős jelenete pedig hatot. Spielberg Lengyelországból követte nyomon a munkálatok haladását. John Williams 1993 februárjának végén kezdett el a filmzenén dolgozni, s egy hónappal később már John Neufeld és Alexander Courage vezényelt hozzá. A hangeffektekért felelős csapat, George Lucas vezetésével, április végén fejezte be a munkát. A Jurassic Park 1993. május 28-ára készült el, alig két héttel a bemutató előtt.

## Dinoszauruszok a filmben
A film címe ellenére a legtöbb feltűnő dinoszaurusz csak a krétakorban alakult ki.
- A Tyrannosaurus rex, rövidítve T. rex, Spielberg szerint a film sztárja, s ezért is írta át a rendező a befejezést: aggódott, hogy csalódást okoz a közönségnek a hiánya a tetőpontnál.[16] Winston rex-modellje 6,1 méter magas, 12 méter hosszú volt és közel hat tonnát nyomott.[27][39] Jack Horner a robot kapcsán azt mondta, ezzel került „a legközelebb egy élő dinoszauruszhoz.”[39] Az állatot úgy ábrázolták, hogy mozgása a látásán alapszik. Üvöltése egy elefántbébi, egy tigris és egy aligátor hangjának keveréke, légzéseként pedig egy bálna hangja szolgált.[36] Ahhoz a jelenethez, melyben a T. rex széttép egy Gallimimust, egy labdát megtámadó kutya hangját használták.[16]
- A Velociraptor, rövidítve 'raptor', szintén főszerephez jut. A faj filmbeli megjelenítésében azonban eltértek a készítők a valóságtól, lévén ez az állat módfelett kisebb termetű volt. Egy nagyobb rokonát, a Deinonychust vették alapul, amire akkoriban egyes tudósok Velociraptor antirrhuposként utaltak.[40] Crichton ezen elméletre támaszkodott, ám mire a film munkálatai megkezdődtek, a két faj azonosítását elvetették. Mikor a bemutató előtt feltárták a hasonló Utahraptort, Stan Winston így tréfálkozott: „Mi megalkottuk, azután felfedezték.”[39] Robert Muldoon megtámadásakor a raptorokat beöltözött emberek játszották.[29] A dinoszaurusz különböző hangjait delfinek kiáltása, rozmárbőgés, libagágogás, egy afrikai daru párzási éneke és csikorgó emberi hangok vegyítésével hozták létre.[16][36] A film bemutatója utáni felfedezéseket követően a legtöbb paleontológus arra a következtetésre jutott, hogy az olyan dromaeoszauruszok, mint a Velociraptor és a Deinonychus, tollazattal rendelkeztek.[41]
- A Dilophosaurus ugyancsak jelentősen eltér a valójában élt változattól. Bár sokkal kisebbnek ábrázolják, hogy a közönség ne keverje össze a raptorokkal, valójában adnak rá egy logikus magyarázatot is. Ez az, hogy Dennis Nedry mikor meglátja kijelenti, hogy: "Azt hittem a nagyobb rokonod van itt!". Ez arra utal, hogy a Jurassic Parkban vannak nagyobb Dilophosaurusok is, csupán Nedry egy kisebb példánnyal találkozik.[42] Gallérja és azon képessége, hogy mérgező váladékot lövell ki, valószínű, de nem bizonyított tény. Hangját fekete hattyú, sólyom, bőgőmajom és csörgőkígyó egyesítéséből nyerték.[16]
- A Brachiosaurus megjelenítésében tévesen szerepel, hogy megrágja eledelét, s két hátsó lábára áll, hogy a magas fák lombkoronájának legtetejéről válogasson leveleket. A tudományos tények szerint korlátozott vokális képességekkel bírtak, de Gary Rydstrom hangtechnikus úgy döntött, bálna- és szamárhangokat kölcsönöz nekik, ezáltal varázslatosan melodikussá téve felbukkanásukat.[36]
- A Triceratops rövidebb szerephez jut. Megjelenítésének kivitelezése kész rémálom volt Stan Wiston számára, mivel Spielberg a tervezettnél korábban szerette volna felvenni a beteg teremtmény animatronikát igénylő jelenetét.[43] Winston a kifejlett mellett egy Triceratops-bébit is létrehozott, amit Ariana Richards megült volna, de végül az ötletet elvetették, mivel nem alkotta szerves részét a cselekménynek.[44]
- A Gallimimus és a Parasaurolophus csak apró szerepben tűnik fel. Előbbiek falkában menekülnek a Tyrannosaurus elől, ami végül egyiküket elragadja. Utóbbi a háttérben látható a Brachiosaurusszal való első találkozáskor.
- Alamosaurus: Csak csontvázként jelenik meg a látogatóközpont épületében.

## Marketing és forgalmazás

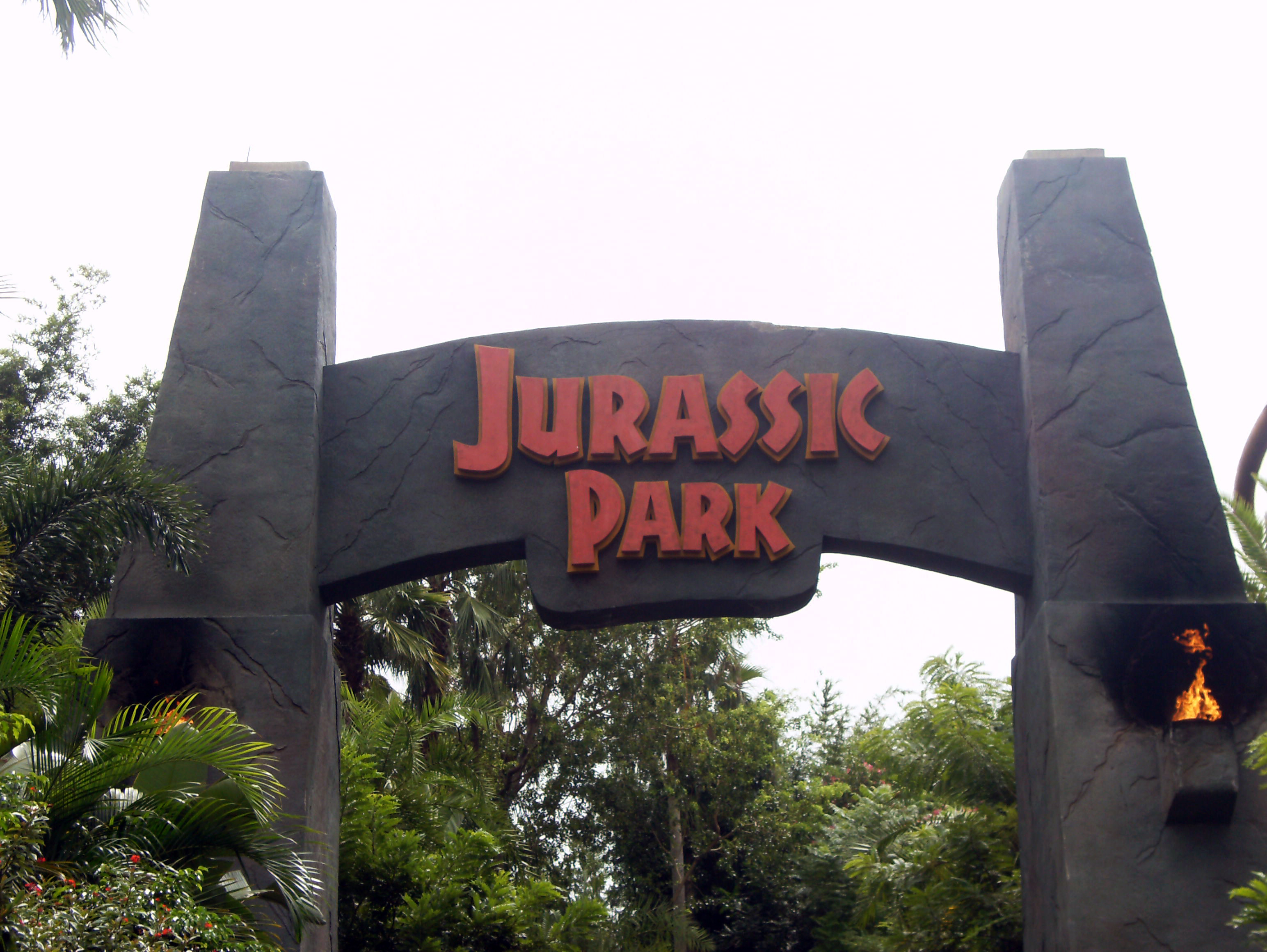
A Jurassic Park-attrakció kapuja a Universal Islands of Adventure-ben

A Universal 65 millió dollárt költött a Jurassic Park reklámkampányára, száz céggel kötöttek ezer termékről szóló szerződést. Ezek között szerepelt három videójáték a Segától és az Ocean Software-től, játéksorozat a Kenner gyártásában és a Hasbro forgalmazásában és egy kisgyerekeknek szánt könyvváltozat is. A forgalomba került filmzenealbum fel nem használt anyagot is tartalmazott. A filmelőzetesek csupán villanásnyit mutattak meg a dinoszauruszokból; ezen stratégiát Josh Horowitz újságíró úgy írta körül, „a minimális felfedés jó öreg Spielberg-axiómája”, mikor a produceri pozíciót betöltő rendező és Michael Bay rendező hasonlóan járt el a Transformers esetében 2007-ben. A film marketingszlogenje így hangzott: „Egy 65 millió éve készülő kaland”; Spielberg a forgatáson elsütött vicce a Hammond sétapálcáját alkotó, valódi borostyánban ragadt szúnyog apropóján született. A film bemutatóját követően egy utazókiállítás is kezdetét vette. A Topps Comics adta ki Steven Englehart a filmhez kapcsolódó képregénysorozatát, ami a film folytatásaként funkcionált. Szintén a film történéseit követi cselekményében az Ocean Software Jurassic Park 2: The Chaos Continues című videójátéka; az 1994-es kapcsolt terméket Super NES-re és Game Boyra fejlesztették.

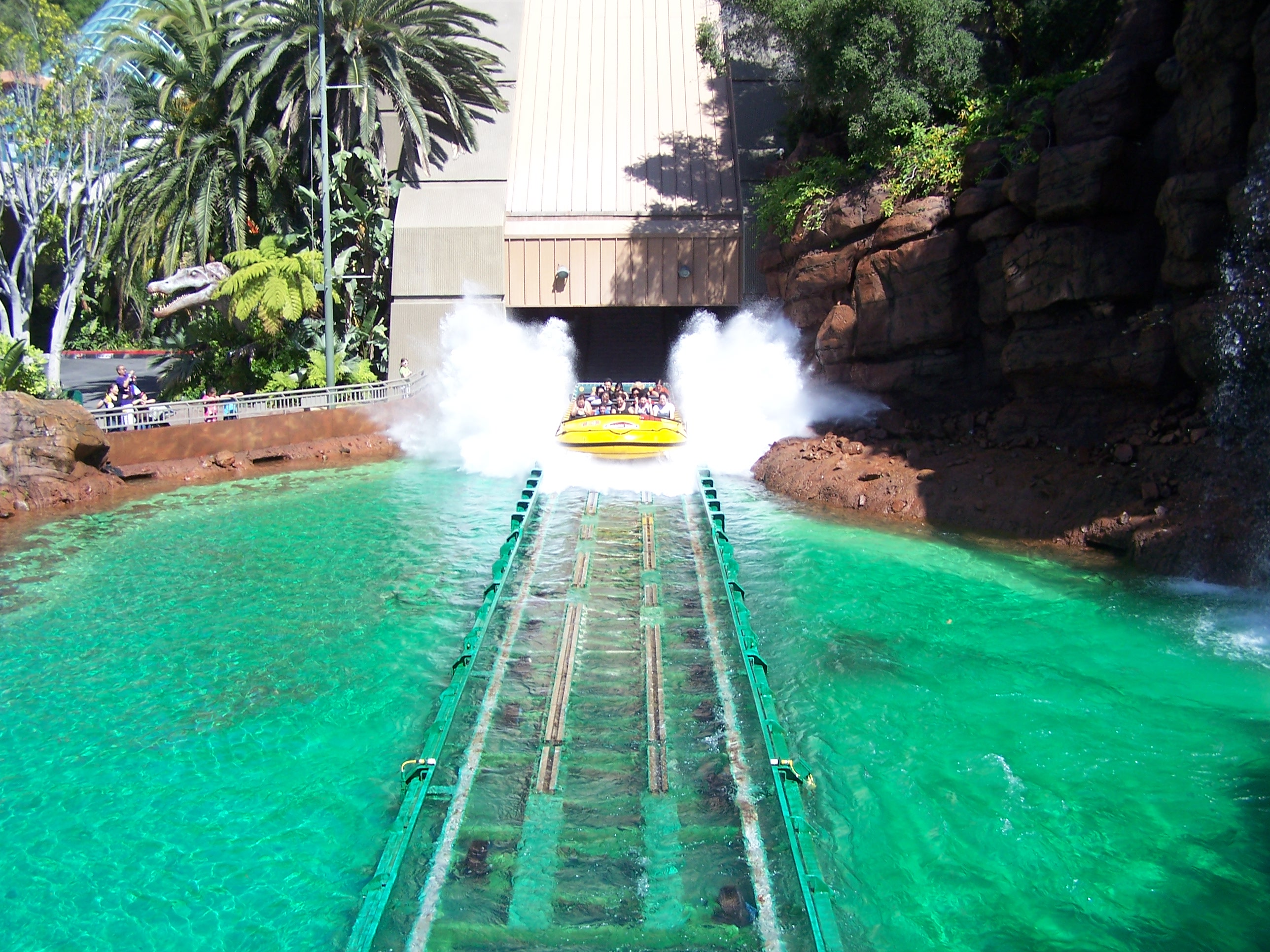
A Jurassic Park River Adventure a Universal Studios Hollywoodban

A Jurassic Park Ride-ot 1990 novemberében kezdték építeni, megnyitója pedig a Universal Studios Hollywoodban volt 1996. június 15-én. Költségei 110 millió dollárra rúgtak. A floridai Orlandóban található Islands of Adventures szórakoztatópark egy teljes szekcióját a Jurassic Parknak szentelték; ennek része az 1999 márciusában átadott, a kaliforniaival megegyező ride, amit itt Jurassic Park River Adventure-nek kereszteltek, továbbá több kisebb, a Jurassic Park-sorozatra épülő attrakció. A Universal Studios változatát a film történetével egybevágóan tervezték meg, miszerint Hammondot megkeresték azzal, hogy építse újjá a Jurassic Parkot a látványpark helyszínén.
A film premierje 1993. június 9-én volt Washingtonban, a National Building Museumban, két gyermekalapítvány támogatásával egybekötve. Az észak-amerikai mozik két nappal később tűzték műsorra. A film videókazettán 1994. október 4-én jelent meg világszerte, így Magyarországon is. Itthon lakossági forgalomba, azaz megvásárolható státusba 1997. augusztus 25-én került, egy hónappal a folytatás mozipremierje előtt. DVD-n először 2000. október 10-én látott napvilágot, külön és egybecsomagolva is Az elveszett világgal. 2001. december 11-én a teljes trilógia is megvásárolható lett a formátumon, majd 2005. november 29-én egy Jurassic Park Adventure Pack néven forgalomba hozott kiadványra is sor került. A videokölcsönzésekből csak az Egyesült Államokban 213 millió dollár folyt be.
A Jurassic Park első amerikai televíziós sugárzására 1995. május 7-én került sor, miután április 26-án leadtak egy werkfilmet a produkcióról. Több mint 68 millió néző követte nyomon a filmet, így az NBC-t nézte a nézők 36%-a, a teljes tévénéző-közönség körében. A Jurassic Park a Szerepcsere 1987 áprilisi sugárzása óta a legmagasabb értékelést kapta a bármely hálózat által vetített a filmek között.

## Fogadtatás

### Anyagi siker
| Ország             | Bevétel          | Premier dátuma       |
| ------------------ | ---------------- | -------------------- |
| Egyesült Államok   | 357,1 millió USD | 1993. június 11.     |
| Japán              | 120,0 millió USD | 1993. július 24.     |
| Egyesült Királyság | 71,8 millió USD  | 1993. július 16.     |
| Németország        | 59,7 millió USD  | 1993. szeptember 2.  |
| Franciaország      | 42,1 millió USD  | 1993. október 20.    |
| Ausztrália         | 33,0 millió USD  | 1993. szeptember 2.  |
| Olaszország        | 29,6 millió USD  | 1993. szeptember 17. |
| Spanyolország      | 24,0 millió USD  | 1993. szeptember 30. |
| Mexikó             | 19,7 millió USD  | 1993. július 16.     |
| Tajvan             | 16,6 millió USD  | 1993. július 17.     |
| Dél-Korea          | 15,8 millió USD  | 1993. július 17.     |
| Brazília           | 15,0 millió USD  | 1993. június 25.     |
| Hollandia          | 12,6 millió USD  | 1993. szeptember 30. |
| Magyarország       | 1,1 millió USD   | 1993. szeptember 24. |

A Jurassic Park bemutatója idején a valaha készült legjövedelmezőbb filmmé vált, maga mögé utasítva az E. T., a földönkívülit, ami e címet mindaddig birtokolta (noha pusztán Észak-Amerikában Spielberg 1982-es filmjén nem sikerült túltennie). Az Egyesült Államokban 9,6 millió néző, köztük maga Spielberg jóvoltából 47 millió dollárt gyűjtött nyitóhétvégéjén, ami akkor a rekordösszegnek számított, akárcsak egyetlen nap leforgása alatt jegyzett 18 millió dolláros bevétele. A film korhatáros mivolta ellenére az első hétvége nézőinek 2%-a 8 év alatti volt, 12%-a pedig 9 és 14 év közötti; a 15 év felettiek 86%-át tették ki a közönségnek. Első hetét a film 81,7 millióval zárta. A 100 millió dolláros határt kilenc nap alatt teljesítette, a 200 millió dollárost pedig 23 nap alatt, s ezen iram ugyancsak precedens nélkülinek számított. Három hétig vezette a nézettségi listát, végül 357 millió dollárt gyűjtve hazájában. Az Amerikai Egyesült Államokon és Kanadán kívüli piacokon is rendkívüli eredményeket ért el, első hétvégi rekordokat döntve az Egyesült Királyságban, Japánban, Dél-Koreában, Mexikóban és Tajvanon is. Spielberg több mint negyedmilliárd dollárral gazdagodott a filmnek köszönhetően. A Jurassic Park világviszonylatban elért 914 milliós bevételét elsőként az öt évvel később bemutatott Titanic múlta felül.
Magyarországon hasonlóképpen csúcsokat döntött a film. A premier napján, 1993. szeptember 24-én, pénteken országszerte 46 ezer néző váltott rá jegyet (ebből 15 ezer Budapesten), s ezen nagy arányú érdeklődést még a hat évvel későbbi, számos rekordot jegyző Star Wars I. rész: Baljós árnyak sem bírta felülmúlni. A teljes első hétvége folyamán, azaz péntek és vasárnap között 145 ezren voltak kíváncsiak a Jurassic Parkra (53 ezren Budapesten), míg a bevétel 20,1 millió forintot mutatott; ebből 8,3 millió forint jutott Budapestre, ahol a 10 millió forintos szinthez négy nap szükségeltetett, 158 forintos átlagos jegyár mellett. A fővárosban az első héten kevés híján 96 ezer látogatót fogadtak a mozik, a 100 ezer nézőhöz nyolc napra volt szüksége a filmnek, a 200 ezerhez 16 napra, a negyedmillióhoz 26 napra, a 300 ezerhez pedig 65 napra. A következő esztendőben, azaz 1994-ben Budapesten még mindig 7 ezren ültek be rá, de a folytatás bemutatójának évében, 1997-ben is csaknem 4 ezer újabb látogatót regisztrált itt a Jurassic Park. A fővárosban végül 321 ezren látták (közel 50 millió forintot hagyva a pénztáraknál), országos szinten pedig 950 ezer nézőt vonzott, amihez 121 millió forintos bevétel párosult – 2010-es jegyár-színvonal mellett ez 1,1 milliárd forint feletti eredményt jelentene. Ezt meghaladó érdeklődés később csupán a Titanicot, a Star Wars I. rész: Baljós árnyakat, a Harry Potter és a bölcsek kövét és az Avatart övezte hazánkban.

### Kritikai visszhang
A Jurassic Park mérsékelten jó visszajelzéseket kapott a kritikusoktól. Elsősorban a vizuális effektusokat részesítették magas elismerésben, noha a jellemábrázolás és a könyvtől való eltérések okán számottevő kritika érte a filmet. Janet Maslin a The New York Times-tól így vélekedett: „Egy igazi filmes mérföldkő, lélegzetelállító és félelemetes képekkel, amiket korábban nem láthattunk a vásznon… Írásban ezt a történetet Spielberg tehetségére szabták… [azonban] filmként kevésbé erőteljes, mint könyvben, az élvezetes zsargon nagy részét zavarosan motyogják el, vagy csak egyszerűen elhagyják.” A Rolling Stone oldalain Peter Travers a filmet úgy írta le, „kolosszális szórakoztatás – a nyár, s feltehetőleg az év szemkápráztató, észveszejtő, formabontó izgalmakat tartogató kalandja… A dínókhoz mérve a szereplők valóban pálcikák. Crichton és David Koepp jelentéktelenné minimalizálta őket a könyv oldalaitól a filmvászonra vezető úton.” Roger Ebert szerint „A film túl tökéletesen váltja be abbéli ígéretét, hogy dinoszauruszokat mutasson a közönségnek. Idejekorán és sokszor látjuk őket, s noha valóban a speciális effektusok művészetének diadalai, a filmből hiányzanak más, sokkal szükségesebb értékek, úgymint az ámulatba ejtés és a varázslat, illetve az erős emberi történet.” Henry Sheenan vitába szállt mindezzel: „A Jurassic Park történet- és jellemhiányát illető panaszok egy kissé mellébeszélésnek hatnak”, rámutatva Grant történeti szálára, mely során megtanulja megvédeni Hammond unokáit annak ellenére, hogy eleinte nem szíveli őket. A Jurassic Park ma „friss” jelzővel szerepel a Rotten Tomatoes oldalán, 87%-os értékeléssel és 7,2-es átlagponttal, ami 38 kritikus véleményét takarja. A weboldal konszenzusa szerint „A Jurassic Park speciális effektekkel és élethű animatronikával kápráztat, s ehhez olyan, folyamatos ámulatba ejtéssel és a színtiszta rettegéssel teli jelenetsorok társulnak, melyek Spielberg legjobbjai a Cápa óta.”
A film elnyerte mindhárom Oscar-díjat, amire jelölték: a legjobb vizuális effektekért, a legjobb hangvágásért és a legjobb hangért járót. Ezen felül a Jurassic Park forgatókönyvéért Hugo-díjban részesült és négy Szaturnusz-díjat is kapott: a legjobb science fiction film, a legjobb rendezés, a legjobb forgatókönyv és a legjobb speciális effektusok kategóriákban diadalmaskodott. Ariana Richards és Joseph Mazzelo teljesítményét a Young Artist Awards-on díjazták, ahol emellett a Jurassic Park kapta a legjobb akció/kaland családi film elismerését is. Az Egyesült Államokon kívül többek között Brit Filmakadémia méltatta a különleges effektusokat, illetve a Japán Filmakadémia mint legjobb külföldi filmet honorálta a produkciót.

### A Jurassic Park öröksége
2001. június 13-án az Amerikai Filmintézet a minden idők legizgalmasabb filmjeiből összeállított listáján 35. helyre sorolta a Jurassic Parkot, míg az NBC Universal tulajdonában álló Bravo televíziós hálózat a film azon jelenetét, melyben a gyerekszereplők a raptorok elől menekülnek a konyhában, a mozitörténet 95. legijesztőbbjének választotta 2005-ben. 2004-ben, vagyis tizenötödik születésnapján az Empire magazin a fennállása alatt eltelt idő hatodik legnagyobb hatású filmjének kiáltotta ki Spielberg alkotását, a Brachiosaurusszal való találkozást pedig a mozitörténet 28. legvarázslatosabb pillanatának deklarálta. A lap 2008-as szavazásán az olvasók, filmesek és kritikusok minden idők 500 legjobb filmje közé is beválasztották, a 232. helyre. A Film Review, Nagy-Britannia leghosszabb ideje megjelenő filmmagazinja, 2005-ben, ötvenötödik évfordulóján története öt legfontosabb filmje között említette meg. A következő évben az IGN a 19. legnagyszerűbb filmfranchise-zá avatta a Jurassic Parkot. 2010-es közvélemény-kutatása eredményeként az Entertainment Weekly az elmúlt 20 év legjobb nyári filmjének nevezte ki a produkciót.
A Jurassic Park rendkívüli jelentőséggel bírt a számítógép alkotta kép megjelenítésében a filmkészítés terén: a technológia ezen előnyösségét látva számos filmes ébredt rá, hogy elképzeléseik, melyeket korábban kivitelezhetetlennek vagy túl költségesnek véltek, immáron megvalósíthatók. Stanley Kubrick megkereste Spielberget az A. I. rendezésével kapcsolatban, George Lucas hozzálátott a Star Wars-előzményekhez, Peter Jackson pedig újra felfedezte gyermekkori vonzalmát a fantasyfilmek iránt, ami végül A Gyűrűk Ura-trilógiát és a King Kongot eredményezte. A Jurassic Park olyan filmeket és dokumentumfilmeket inspirált, mint a Godzilla, a Karnoszaurusz és a Dinoszauruszok, a Föld urai, illetve számos paródiát szült. Stan Winston csatlakozott az IBM-hez és James Cameron rendezőhöz a Digital Domain vizuális effektusokat és animációt készítő cég megalapításában, amit úgy kommentált, „Ha nem lettem volna részese, előbb-utóbb belőlem lett volna dinoszaurusz.” Alex Billington, a Firstshowing.net munkatársa a Jurassic Parkot korát megelőző filmnek nyilvánította 2007-es írásában, mondván, „Még a robot-modellekkel is hatalmas előrelépés volt ez akkoriban. A félelmetesen valódi dinoszauruszok csak még jobban elősegítették népszerűségét. A legjobb pedig, hogy jobban néznek ki ebben a filmben, mint az azóta készült bármely CGI-kreálmány.”
2009-től egy internetes hír is elkezdett terjedni arról, hogy a film forgatása idején az erdélyi Hátszegi-medence magyar vonatkozású törpe dinoszauruszai közül is terveztek szerepeltetni a filmben néhányat, és stábtagok is jártak ezügyben Erdélyben. Ezt a hírt még a National Geographic Magyarország 2020. októberi számában lehozták, viszont egy oknyomozó cikkben utánajárva kiderült, hogy valójában ilyenről szó sem volt és ez a városi legenda valójában az Ősvilág című (eredeti címén Paleoworld) dokumentumfilm sorozattal hozható kapcsolatba.

### Információs oldalak
- A Jurassic Park hivatalos oldala Archiválva 2021. április 23-i dátummal a Wayback Machine-ben
- A Jurassic Park öröksége – Jurassic Park-enciklopédia

- Jurassic Park a PORT.hu-n (magyarul)
- Jurassic Park az Internetes Szinkronadatbázisban (magyarul)
- Jurassic Park az Internet Movie Database-ben (angolul)
- Jurassic Park a Rotten Tomatoeson (angolul)
- Jurassic Park a Box Office Mojón (angolul)

### Videók
- A Jurassic Park eredeti előzetese a YouTube-on
- A Jurassic Park főcímzenéje a YouTube-on

### Cikkek
- Hollywoodi fosszília – Bakács Tibor Settenkedő írása a Filmvilágban